# 莫利諾斯區

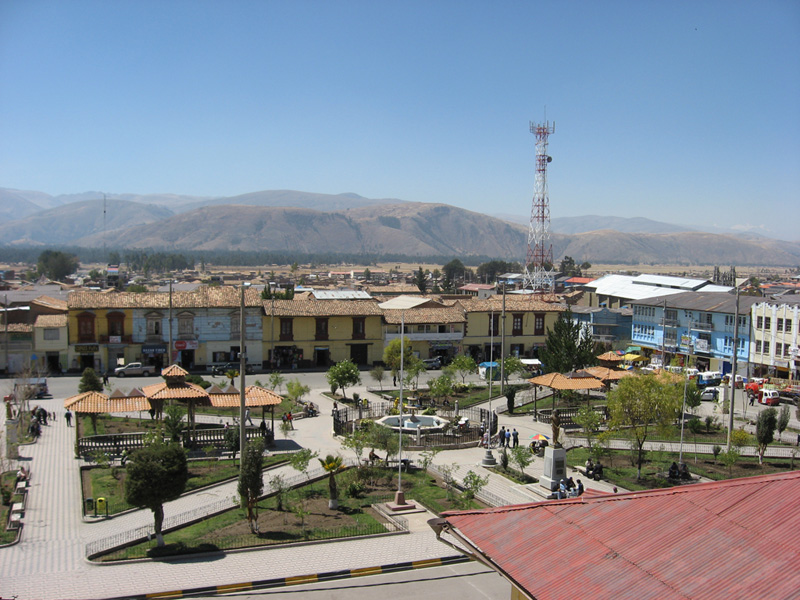
秘魯相關圖片

區域相關圖片
莫利諾斯區（西班牙語：Distrito de Molinos），是秘魯的一個區，位於該國中部胡寧大區的豪哈省，始建於1956年1月9日，面積312.17平方公里，海拔高度3,430米，2005年人口2,224，人口密度每平方公里7.1人。